# Книга Неемии
Книга Нееми́и (Нехемии) — книга, входящая в состав еврейской Библии (Танаха) и Ветхого Завета, 11-я книга раздела Ктувим еврейской Библии. Автором книги считается соратник Ездры (Эзры), еврейский наместник Иудеи под властью Персии (V век до н. э.), Неемия. Книга состоит из 13 глав и помещается после 1-й книги Ездры, как сродная с ней по содержанию.
В Вульгате именуется Второй книгой Ездры, в Новой Вульгате — книгой Неемией.
В иудейской традиции книга Ездры и книга Неемии нередко воспринимаются как единая книга.

## Содержание
Вместе с книгой Ездры, книга Неемии составляет хронику восстановления и укрепления автономной еврейской общины в Иудее после возвращения из вавилонского плена. Книга рассказывает о деятельности Нехемии в Иудее и Иерусалиме после того как он, служивший виночерпием при дворе персидского царя Артаксеркса I, просил царя послать его наместником «в Иудею, в город, где гробы отцов моих, чтоб я обстроил его» (Неем. 2:5). Самым большим деянием Неемии было строительство городской стены Иерусалима. Кульминацией книги является массовое покаяние в отступлениях от Завета евреев с Богом, завершающееся обязательством соблюдать заповеди.

## Особенности
Книга Неемии составлена на древнееврейском языке, но имеет включения на арамейском языке.
Она построена в целом как автобиография и написана от первого лица, однако в главах 7-12 Неемия нередко упоминается в третьем лице и именуется Тиршафа (Тиршата), возможно это название должности.
Книга включает различные элементы: списки имен с элементами генеалогии (3:1—32; 7:6—67; 10:1—27; 11:3—36; 12:1—26, 32—36, 41, 42), молитвы (1:5—11; 9:5—37), своеобразные статистические сводки (7:68—72) и т. д.

## История создания
Книга написана в Иерусалиме и охватывает историю, начиная с обстоятельств прибытия Неемии в Иерусалим из Персии (445 год до н. э.) до вторичного прибытия его в Иерусалим после путешествия ко двору персидского царя (432 год до н. э.)
Автором книги является либо сам Неемия, либо его анонимный биограф. Авторы (или редакторы) текста явно пользовались доступом к архивным документам, возможно хранившимся в Храме. Написание книги датируется большинством исследователей приблизительно 400 г. до н. э.
Историчность описываемых событий не ставится под сомнение, подтверждается археологическими находками и внебиблейскими документами, и поэтому книга Неемии является источником информации о еврейской общине в Иудее в период персидского господства.